# Zohar
De Zohar (Hebreeuws: זהר "schitterendheid, uitstraling") is een verzameling commentaren op de Thora (de vijf boeken van Mozes) en wordt veelal beschouwd als het belangrijkste werk van de joodse mystiek, de zogeheten kabbala. Het is een mystiek commentaar op de Thora, geschreven in klassiek Aramees en klassiek Hebreeuws. Het bevat een kabbalistische discussie over de natuur van God, de oorsprong en de structuur van het universum, de natuur van de ziel, zonde, vergeving, goed en kwaad en gerelateerde onderwerpen.

## Oorsprong
De Zohar is niet een enkel boek, maar een verzameling boeken. Deze boeken bevatten interpretaties van de Tenach en materiaal van theosofische theologie, mystieke kosmogonie en psychologie en wat sommigen antropologie zouden noemen. Volgens Gersjom Sjolem was het meeste van de Zohar geschreven in een verheven stijl van Aramees die in Palestina werd gesproken tijdens de tweede eeuw (westerse jaartelling). De Zohar verscheen voor het eerst in Spanje in de dertiende eeuw en werd uitgegeven door een joodse schrijver genaamd Moses ben Sjem Tov de Leon. Hij schreef dit werk toe aan een rabbijn uit de tweede eeuw, Sjimon bar Jochai. Volgens joodse geschiedschrijving verschool de rabbi zich 13 jaren lang, gedurende Romeinse vervolging, en bestudeerde hij de Thora met zijn zoon Eliëzer. Er wordt van hem gezegd, dat hij gedurende deze tijd inspiratie van God ontving om de Zohar te schrijven.
Het feit dat de Zohar door een enkele persoon, Moses de Leon, is gevonden en dat het werk verwijst naar historische gebeurtenissen uit de post-Talmoedische periode, zorgde ervoor dat de authenticiteit van het werk vanaf het begin werd betwijfeld. Er wordt een verhaal verteld over hoe na de dood van Moses de Leon, een rijke man uit Ávila genaamd Joseph, de weduwe een grote som geld aanbood voor het origineel waarvan haar man een kopie had gemaakt, en dat zij daarop zou hebben bekend dat haar man zelf het werk had geschreven. Zij zou hem diverse malen hebben gevraagd waarom hij het werk aan iemand anders toeschreef, waarop hij altijd zou hebben geantwoord dat leerstellingen die uit de mond komen van de wonderwerker Sjimon bar Jochai een winstgevende bron zouden zijn. Hoe ongeloofwaardig dit verhaal ook mag klinken, het toont in ieder geval aan dat sommigen korte tijd na het verschijnen van het werk geloofden dat het volledig door Moses de Leon was geschreven.

## Acceptatie van authenticiteit
Na verloop van tijd echter, werden de beweringen van Moses ben Sjem Tov steeds algemener geaccepteerd binnen de joodse gemeenschap. De Zohar werd beschouwd als een authentiek boek uit de mystiek uit de tweede eeuw n.Chr. die vanaf die tijd werd overgeleverd.
De Zohar werd geciteerd door Todros Abulafia, Menachem Recanati en zelfs door Isaac van Akko, aan wiens naam het verhaal van het opbiechten van de weduwe van Moses de Leon is gerelateerd. Het is duidelijk dat Isaac geen acht sloeg op het zogenaamde opbiechten van de vrouw, en dat hij meer waarde toekende aan het getuigenis van Joseph ben Todros en van Jacob, een leerling van Moses de Leon, die hem beiden onder ede verzekerden dat het werk niet door Moses was geschreven. De enige tegenwerping die de moeite waard was voor diegenen die in de authenticiteit van de Zohar geloofden, was het feit dat verwijzingen ernaar in joodse literaire werken ontbraken. Het antwoord hierop was, dat Sjimon bar Jochai zijn leerstellingen niet op schrift had gesteld, maar deze mondeling aan zijn discipelen doorgaf, die deze op hun beurt ook mondeling aan hun discipelen doorgaven, tot de doctrines uiteindelijk in de Zohar op schrift werden gesteld. Wat betreft verwijzingen in het boek naar post-Talmoedische gebeurtenissen, werd het niet verrassend gevonden dat Sjimon bar Jochai gebeurtenissen die in de toekomst zouden plaatsvinden, voorspeld zou kunnen hebben.

## Verwerping van de authenticiteit
De eerste aanval op het geaccepteerde auteurschap van de Zohar werd ingezet door Elia Delmedigo. Zonder enige mening te geven over wie de werkelijke auteur van het werk was, probeerde hij in zijn Bechinat ha-Dat aan te tonen, dat het niet aan Sjimon bar Jochai toegeschreven kon worden. De tegenwerpingen waren dat (1) als de Zohar het werk van Sjimon bar Jochai was, het genoemd zou zijn in de Talmoed, zoals het geval is met andere werken uit de Talmoedische periode; (2) de Zohar bevat namen van rabbijnen die later leefden dan de tijd van Simeon; (3) indien Sjimon bar Jochai de vader van de kabbala was geweest, en hij door goddelijke openbaring geheime betekenis zaken zou hebben geweten, zouden zijn besluiten ten aanzien van de joodse wet aangenomen zijn geweest door de Talmoed, maar dit is niet het geval; (4) indien de kabbala geopenbaarde kennis zou bevatten, zouden er geen uiteenlopende meningen zijn onder kabbalisten wat betreft de mystieke interpretatie van diverse zaken ("Bechinas ha-Das", ed. Wenen, 1833, p. 43).
Deze en soortgelijke argumenten werden gebruikt door Leon of Modena in zijn Ari Nohem. Een werk over de kritiek op de Zohar, Miṭpaḥat Sefarim, werd geschreven door Jacob Emden, die, terwijl hij streed tegen de overgebleven aanhangers van Sjabtai Tsvi, poogde aan te tonen dat het boek waarop Tsvi zijn doctrines baseerde een vervalsing was. Emden toont aan dat de Zohar passages uit de schrift verkeerd citeert, dat het de Talmoed verkeerd begrijpt, dat het rituele gebruiken bevat die door latere rabbijnse autoriteiten werden ingesteld, dat het de kruistochten tegen de moslims noemt, die nog niet bestonden in de tweede eeuw westerse jaartelling, dat het de uitdrukking "esnoga" gebruikt, die een Portugese afleiding is van het woord synagoge en dat het een mystieke verklaring geeft van de Hebreeuwse vocaaltekens, die pas lang na de Talmoedische periode werden ingevoerd.
In het midden van de 20e eeuw leverde de joodse geschiedkundige Gersjom Sjolem in de ogen van sommigen overtuigend bewijs dat Moses de Leon zelf hoogstwaarschijnlijk de auteur van de Zohar was. Zo merkte Sjolem de veelvuldige fouten in de Aramese grammatica op en verdachte sporen van Spaanse woorden en zinspatronen in de tekst van de Zohar. Deze vermeende conclusies worden echter nog aangevochten door orthodoxe joden.
Hoewel De Leon kennelijk de tekst schreef, kan het nog altijd zijn dat de inhoud van de boeken geen vervalsing is. Een deel ervan kan gebaseerd zijn op oudere werken, en het kwam vaak voor dat het auteurschap van documenten aan rabbijnen die eeuwen tevoren leefden werd toegeschreven om dergelijke documenten meer gewicht te laten krijgen. Het is mogelijk dat De Leon de indruk had dat hij inspiratie ontving om deze tekst te schrijven.
Hoe dan ook wordt de Zohar door alle kabbalisten als zeer waardevol beschouwd.

## Appendices en toevoegingen
De Zohar wordt niet als compleet beschouwd zonder bepaalde appendices, die vaak aan dezelfde auteur worden toegeschreven, of aan enkele van zijn directe discipelen. Deze toegevoegde delen worden bijna altijd gedrukt als onderdeel van de tekst met afzonderlijke titels, of in afzonderlijke kolommen. Het zijn de volgende:
- "Sifra di-Ẓeni'uta", bestaande uit vijf hoofdstukken waarin voornamelijk kwesties aangaande de schepping worden behandeld, zoals de overgang van het oneindige naar het eindige, die van absolute eenheid naar diversiteit en die van pure intelligentie naar materie.
- "Idra Rabbah", waarin de leerstellingen van het vorige deel worden uitgewerkt en uitgebreid; en "Idra Zuta", waarin een samenvatting van de voorgaande secties wordt gegeven.

Aan de grotere appendices zijn de volgende fragmenten toegevoegd:
- "Raze de Razin", dat gaat over de verbinding tussen de ziel en het lichaam.
- "Sefer Hekalot", dat de zeven hemelse sferen, het paradijs en de hel beschrijft.
- "Raya Mehemna", dat een conversatie tussen Mozes, de profeet Elia en Sjimon bar Jochai beschrijft over de allegorische betekenis van de Mozaïsche geboden en verboden, alsmede van de rabbijnse regels.
- "Sitre Torah", over diverse onderwerpen.
- "Midrash ha-Ne'elam", dat passages van de tenach mystiek beschrijft aan de hand van aanwijzingen en gematria (mystieke numerologie of getallensymboliek).
- "Saba", dat een gesprek bevat tussen de profeet Elia en Sjimon bar Jochai over het dogma van metempsychose (zielsverhuizing).
- "Yanuḳa", over het belang van het handenwassen voor maaltijden en over dergelijke onderwerpen, geschreven in naam van een kind, Hamnuna Saba, vanwaar de titel "Yanuḳa" (kind).
- "Tosefta" and "Matnitin", waarin de dogmatiek van de Sefirot, de emanatie van het allereerste licht, enzovoorts, wordt geschetst.

Misjna · Tosefta · Baraita · Gemara · Talmoed · Kleine traktaten · Midrasj · Targoem · Responsa · Kabbala · Zohar